# 間瀬正辰

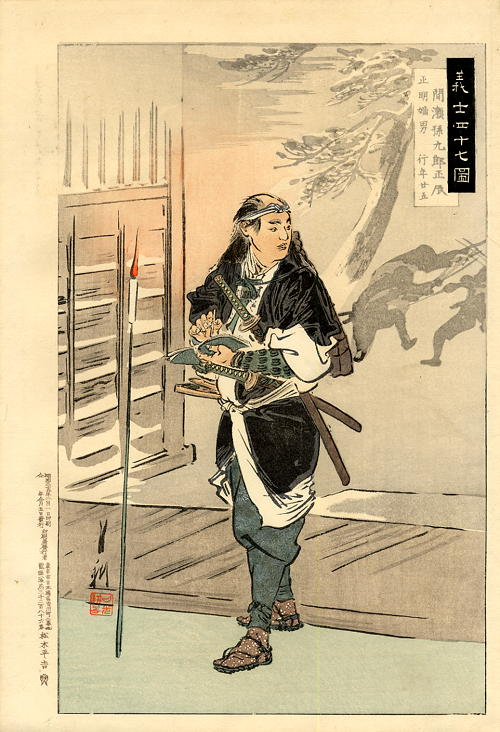
『義士四十七図　間瀬孫九郎正辰』（尾形月耕画）

間瀬 正辰（ませ まさとき、天和元年（1681年）-元禄16年2月4日（1703年3月20日））は、江戸時代前期の武士。赤穂浪士四十七士の一人。通称は孫九郎（まごくろう）。間瀬の呼び方は一説に｢まなせ｣。

## 生涯
天和元年（1681年）、赤穂藩大目付の間瀬正明（四十七士の一人）の長男として誕生。母は刈部弥次郎の娘。
家督は継いでおらず部屋住みの身であったが、元禄14年（1701年）3月14日に主君・浅野長矩が吉良義央に刃傷に及んで切腹改易となると、父とともに大石良雄に誓書を提出して主君の仇討ちを志した。父とともに赤穂藩飛び領の加東郡に滞在していたが、元禄15年（1702年）9月には江戸へ下向し、10月には父の正明も江戸下向した。三橋小一郎と称して新麹町四丁目の中村正辰の借家に入った。なお、三橋は曽祖父の苗字であった。
吉良邸へ討ち入りし、「山」の合い言葉に「山」と答えた鳥居利右衛門正次と戦った。 武林隆重が吉良義央を惨殺し、一同がその首をあげたあとは、水野忠之の屋敷へ預けられた。元禄16年（1703年）2月4日に水野家家臣・小池権六の介錯で切腹した。享年23。主君・浅野長矩と同じ高輪泉岳寺に葬られた。法名は刃太及剣信士。

## 創作
講談では、短気で喧嘩早い癇癪持ちに描かれる。松の廊下事件の前にやくざ者と喧嘩して斬り殺し、事件後には大野知房を熊谷で斬り殺した事になっている。引き上げ時に血みどろの手で町人の子を捕まえて、母親から「後生だからその子の生き血を吸って殺さないでください」と泣きつかれてしまう。
また、正辰の従兄・大助は泥酔して木村貞行に絡み、木村に斬殺されている。　